# Rolando Nicolosi
Rolando Nicolosi (Rosario di Santa Fe, 15 settembre 1934 – Roma, 3 ottobre 2018) è stato un pianista e compositore argentino.
Ha collaborato per un ventennio con il Teatro dell'Opera di Roma in qualità di maestro collaboratore di sala e consulente artistico e con la Rai come collaboratore pianistico.
La sua biografia compare in parecchie enciclopedie e dizionari musicali, tra cui “I Gioielli della Musica Lirica” Edizione Longanesi; “I Tesori della Musica Classica” Edizione Curcio; “Claudio Abbado presenta il Dizionario Enciclopedico della Musica Classica”.

## Formazione
Nasce a Rosario di Santa Fe (Argentina) da genitori italiani. Dopo aver iniziato lo studio del pianoforte con la sorella maggiore Gracia Nicolosi de Moscatello, prosegue il percorso con Emilio Alessio e Vincenzo Scaramuzza, seguendo i Master Class di Wilhelm Kempff, Walter Gieseking e Alfred Cortot.
Dopo il diploma, incoraggiato dagli apprezzamenti fatti nei suoi confronti dai più celebri compositori e direttori d'orchestra come Carlos Guastavino, Alberto Ginastera, Ettore Panizza, compositore e direttore d'orchestra al “Teatro alla Scala” di Milano accanto ad Arturo Toscanini, si presenta come candidato per la borsa di studio riservata a studiosi ed artisti argentini offerta dal Governo Italiano, della quale risulta l'unico vincitore. Viene in Italia dove perfeziona ulteriormente i suoi studi sotto l'esperta guida del maestro Carlo Zecchi.

## Carriera

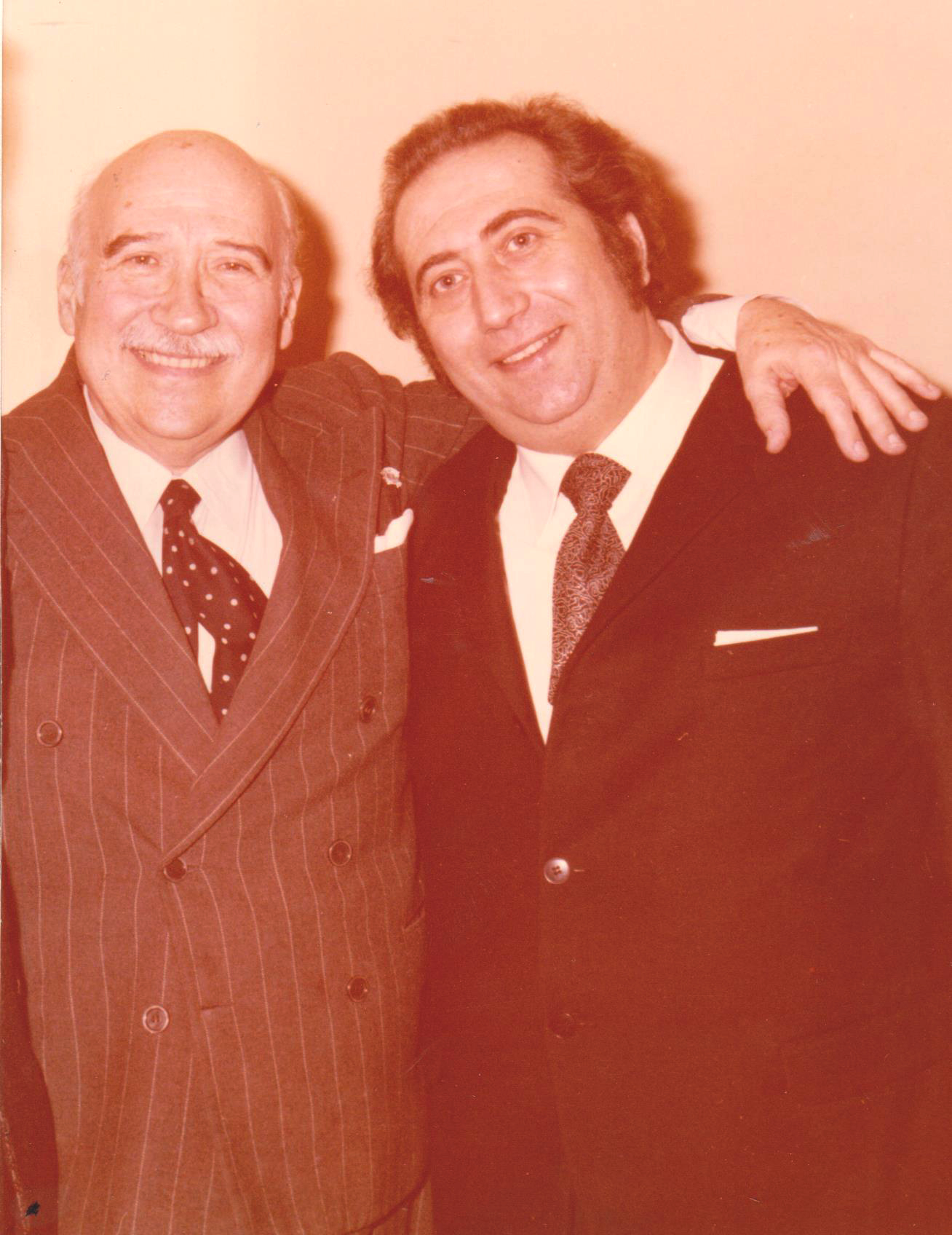
Rolando Nicolosi con Carlo Zecchi

La sua carriera inizia a soli cinque anni quando debutta, come pianista, al teatro Colón di Rosario. Trasferitosi in Italia, nel 1955 fa la sua prima apparizione in televisione e da allora ha partecipato ad oltre 1000 trasmissioni televisive della RAI – Radiotelevisione Italiana, ove è stato Collaboratore Pianistico. Degna di nota è stata la sua partecipazione in occasione del Centenario del Teatro dell'Opera di Roma, dove al Concerto del Gran Gala trasmesso in televisione in diretta in prima serata su Rai Uno, ha collaborato al pianoforte con alcuni dei più famosi artisti lirici nazionali ed internazionali. È stato l'unico Maestro di Musica Classica ad essere premiato dalla RAI, nel 1994, nello spettacolo “Buon Compleanno TV - 40 anni di Televisione”. Numerose sue composizioni sono state eseguite dalla RAI-TV.
Nel corso della sua carriera artistica si è esibito nei più grandi teatri lirici e sale da concerto: “Regio” di Torino; “Comunale” di Bologna; “San Carlo” di Napoli; “Massimo Bellini” e “Palazzo Biscari” di Catania; “Massimo” di Palermo; “La Fenice” di Venezia; “Comunale” di Firenze; “Donizetti” di Bergamo, Conservatorio “Nino Rota” di Bari; Teatro “Piccinni” di Bari; “Giordano” di Foggia; Auditorium del Conservatorio “Giuseppe Verdi” di Torino; “Auditorium della RAI” di Torino; Auditorium del Conservatorio “Giuseppe Verdi” di Milano; “Auditorium della RAI” di Milano; “Palazzo Labia” di Venezia; Teatro “Caio Melisso” e “Nuovo” di Spoleto; “Mancinelli” di Orvieto; “Il Grande” di Brescia; “Villa Erba” di Como; “Villa Passalacqua” di Moltrasio (Como); “Vittorio Emanuele” di Messina; “Auditorio” dell'Università di Messina; “Castello di Donna Fugata” di Ragusa; “Comunale Romolo Valli” di Reggio Emilia; “Cilea” di Reggio Calabria; “Bussola Domani” di Viareggio; “Del Giglio” di Lucca; “Teatro di Torre del Lago”; “Dell'Unione” di Viterbo”; “Flavio Vespasiano” di Rieti; “Comunale di Frosinone”; “Verdi” di Sassari; il “Comunale” e l'Auditorium del Conservatorio di Musica di Cagliari e Nuoro; “Reggia” di Caserta; “Sala della Protomoteca” in Campidoglio; “Castello dell'Aquila”; “Palazzo dei Congressi” di Firenze; “Villa d'Este” a Tivoli (inaugurando la “Sala Liszt”); “Verdi” di Salerno; “Stabile” di Potenza; “Duni” di Matera; “Orfeo” di Taranto”; “Pirandello” di Agrigento; “Comunale” di Sulmona; “Cappella Palatina” della Reggia di Caserta; “Covent Garden” di Londra; “Accademia Chigiana” di Siena; “Lauro Rossi” di Macerata; Teatro “Rendano” di Cosenza; “Comunale” di Catanzaro e Vibo Valentia; ”Sferisterio” di Macerata; “Filarmonico” di Verona; “Dante Alighieri” di Ravenna; “Sagra Musicale Umbra” a Perugia; “Auditorium del Casinò” di Cannes; “Sale delle Feste” del Casinò di Campione d'Italia; “Auditorium” di Campione d'Italia; per la “Euroflora” a Genova; in Arabia Saudita (Gedda); “Teatro Greco” di Taormina; alle “Latomie dei Cappuccini” a Siracusa; “Teatro Romano Ostia Antica” a Ostia. È stato primo interprete delle “Romanze d'Amore” di Arturo Toscanini in prima esecuzione mondiale all'Auditorium del Conservatorio di Musica “Girolamo Frescobaldi” di Ferrara.
Una parentesi va dedicata a Roma, dove si è esibito presso “Palazzo della Cancelleria”; “Palazzo Barberini”; “Palazzo Brancaccio”; “Olimpico” di Roma; “Palazzo Braschi”; “Palazzo Colonna”; “Sala Borromini”; “Oratorio del Caravita”; “Sala Casella” dell'Accademia Filarmonica Romana; "Teatro Marcello” di Roma; “Villa Torlonia”; “Palazzo Doria Pamphili”; “Palazzo Rospigliosi Pallavicini” (per la premiazione della John Cabot University di New York); “Discoteca di Stato”; “British Council”; “Institute Goethe“; “Basilica di S. Ignazio“; “Basilica di Massenzio“; “Castel S. Angelo”; “Basilica Ara Coeli”; “Teatro Greco”; “Teatro Adriano”; “Teatro delle Muse”; “Teatro Sistina”; “Teatro Quirino”; “Teatro Rossini”; “Teatro Giulio Cesare”; “Teatro delle Vittorie”, “Teatro Manzoni”, “Palazzo Falconieri”, “Auditorium S. Leone Magno”, “Auditorium Conciliazione”, “Palazzo Spada”; “Auditorium della Rai”- Foro Italico - Roma; Sede del Consiglio di Stato di Roma; “Filarmonica” di Roma; “Teatro Argentina”; “Opera” di Roma, dove peraltro è stato per circa venti anni Maestro Collaboratore di Sala e Consulente Artistico dell'allora Sovrintendente, il maestro Roman Vlad. È stato direttore artistico per molti  anni della Stagione Concertistica a Palazzo Barberini.
Ha compiuto inoltre numerose tournée di concerti pianistici nelle sale e teatri tra i più celebrinel mondo (“Kennedy Center” di Washington; “Grossbrukner Saal” di Linz; “Suntory Hall” e Rutel Center” di Tokyo; “Filarmonica” e “Conservatorio di Musica” di Pechino e Shanghai; “Palazzo dei Congressi” di Lugano”; “Rosengarten” di Mannheim; “Philharmonie” di Monaco di Baviera; “Amici della Musica” di Vienna; “Victoria Hall” di Ginevra; “Auditorio Nacional de Musica” de Madrid (alla presenza dei Regnanti di Spagna); “Sala Smetana” di Praga; “Alte Oper” di Francoforte; “National Theater – Concert Hall” di Taipei; “Concert House” di Frankfurt; “Theater Center for the Arts” di Stamford – New York; Teatro “Arriaga” di Bilbao; “Lieder Halle” di Stuttgart; presso la “Philharmonie” di Hannover, Bonn, Essen, Colonia, Berlino; la “Concert Hall” di Hong Kong, Singapore, Malesia, Adelaide, Melbourne, Sydney Copenaghen, Oslo, Atene.
Ha partecipato ai più importanti Festivals Internazionali tra i quali “Glyndebourne” a Londra; Cannes; Villaco; Taormina; Sorrento; Praga (Primavera Musicale); Amsterdam; Osaka in Giappone; Vienna; Linz; Venezia; Spoleto; Tokyo; Hong Kong; Singapore; Malesia; Bilbao. Ha rappresentato l'Italia alle celebrazioni del 500º Anniversario della Scoperta dell'America svoltosi dall'8 al 14 ottobre del 1992 a Stamford – New York.
Ha collaborato al pianoforte sotto la direzione dei più importanti direttori d'orchestra tra i quali Thomas Schippers; Zubin Mehta; Francesco Molinari Pradelli; Georges Prêtre; Peter Maag; Franco Mannino; Daniel Oren; Sir John Barbirolli; Nino Sanzogno; Carlo Maria Giulini; Oliviero De Fabritiis; Tullio Serafin; Franco Caracciolo; Fernando Previtali; Antal Dorati (del quale è stato il suo assistente per diverso tempo); Vittorio Gui; Ettore Panizza; Gianandrea Gavazzeni; Bruno Bartoletti; Lovro von Matatic; Ferruccio Scaglia; Armando La Rosa Parodi; Bruno Maderna; Antonino Votto; Arturo Basile; Franco Ferrara; Ottavio Ziino; Nicola Rescigno; Mario Rossi; Nino Rota (con il quale il 24 settembre 1970, per la “Sagra Musicale Umbra” a Perugia, esegue in prima esecuzione assoluta e sotto la direzione dello stesso “La Vita di Maria”. Ospiti d'Onore il Regista Federico Fellini e la sua consorte l'attrice Giulietta Masina).

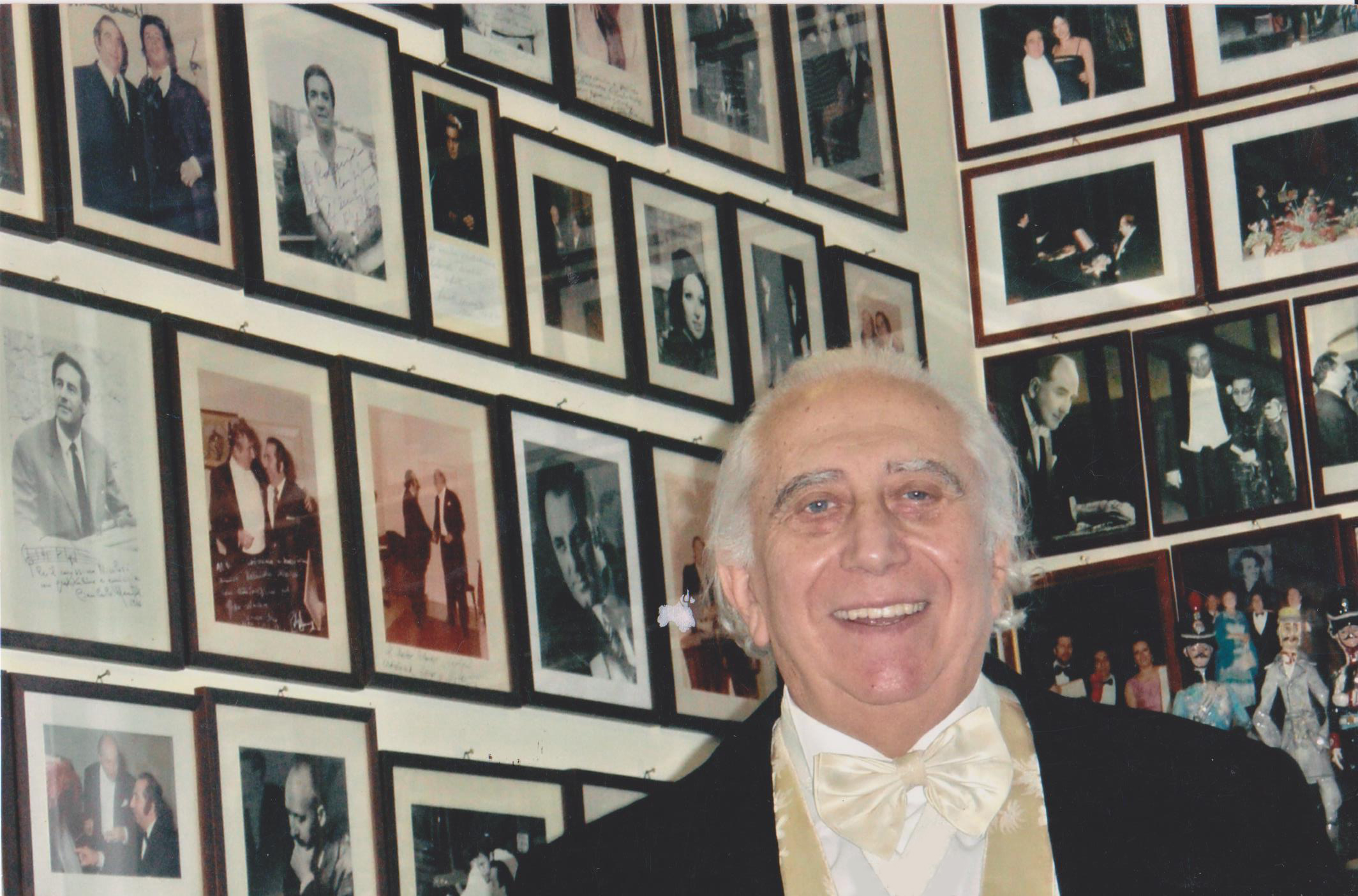
Il Maestro Rolando Nicolosi nel suo studio al Gianicolo - Roma

Si è affiancato come pianista collaboratore ai più famosi e celebri artisti lirici, strumentisti, danzatori e registi tra cui: Tito Schipa; Maria Callas; Renata Tebaldi; Maria Caniglia; Benvenuto Franci; Paolo Silveri; Giuseppe Valdengo; Mario Del Monaco; Giuseppe Di Stefano; Gianni Raimondi; Carlo Bergonzi; Ferruccio Tagliavini; Luciano Pavarotti; Plácido Domingo; José Carreras; Giuseppe Taddei; Piero Cappuccilli; Renato Bruson; Nicola Rossi Lemeni; Boris Christov; Nicolai Ghiaurov; Ruggero Raimondi; Rajna Kabaivanska; Anna Moffo; Renata Scotto; Mirella Freni; Ghena Dimitrova; Maria Dragoni; Montserrat Caballé; Lucia Valentini Terrani; Fiorenza Cossotto; Victoria de los Ángeles; José Cura; Katia Ricciarelli; Cecilia Gasdia; Madga Olivero; Cecilia Bartoli; Sumi Jo; Virginia Zeani; Antonietta Stella; Leo Nucci, Lucia Aliberti; Pia Tassinari; Giulietta Simionato; Cornell Mac Neill; Giangiacomo Guelfi; Sesto Bruscantini; Paolo Montarsolo; Chris Merrit; Peter Dvorský; Fedora Barbieri; Franco Bonisolli; Grace Bumbry; Ileana Cotrubas; Maria Chiara; Gabriella Tucci; Gianna Galli; Adriana Maliponte; Giovanna Casolla; Nicola Martinucci; Tito Gobbi; Gino Bechi; Daniela Dessì; Mariella Devia; Lejla Gencer; Nicolai Gedda; Luigi Alva; Joan Sutherland; Justino Díaz; Teresa Berganza; Gianfranco Cecchele; Raffaele Arié; Remy Prencipe; Pina Carmirelli (Violino); Arrigo Tassinari; Severino Gazzelloni; Andrea Griminelli; Giorgio Zagnoni (Flauto); Franco Petracchi (Contrabbasso); Dino Asciolla (Viola); Alirio Díaz (Chitarra); Domenico Ceccarossi (Corno); Radu Aldulescu; Franco Maggio Ormezowsky (Violoncello); Augusto Loppi (Oboe); Nane Calabrese (Viola d'amore); Mauro Maur (Tromba); Carla Fracci; Rafael De Cordova; Antonio Gades; Pilar López; Alicia Alonso; Margot Fontaine; Rudolf Nureyev (Danza); Gian Carlo Menotti; Luchino Visconti; Franco Zeffirelli; Margherita Wallman; Mauro Bolognini; Sandro Bolchi; Luigi Squarzina; Sandro Sequi; Piero Faggioni; Beppe de Tomasi; Lamberto Puggelli; Jean Pierre Ponnelle (regista).
È stato assistente del maestro Antal Doráti al Nederland Opera House di Amsterdam; Primo Maestro di Repertorio del “Centro di Avviamento Lirico del Teatro Massimo di Palermo”; Direttore musicale di palcoscenico per numerosi anni del “Festival dei Due Mondi” di Spoleto; Maestro di Repertorio al Corso di perfezionamento di Gianna Pederzini all'”Accademia Nazionale di Santa Cecilia” di Roma e ai Corsi di Perfezionamento di Tito Schipa; Gabriella Besanzoni; Maria Caniglia; Gino Bechi; Tito Gobbi; Carlo Tagliabue.
Ha formato parte della celebre formazione cameristica “I Virtuosi di Roma”, come organista e clavicembalista. Ha suonato alle Radiotelevisioni di numerosi paesi.
È stato docente da diversi anni del corso di qualificazione professionale per maestro collaboratore sostituto dell'Istituzione teatro lirico sperimentale di Spoleto “Adriano Belli”.
Ha tenuto master class per concertisti di pianoforte, maestri collaboratori e cantanti lirici in tutto il mondo (alla “Bösendorfer” di Tokyo, ad Adelaide, Melbourne, Sydney, Hong Kong, Singapore, Malesia, Giappone, Taiwan, Pechino, Shanghai, ecc…). Ha insegnato alla Musashino Music Academy e all'Università di Musica “Showa” di Tokyo.

## Nuovo millennio
Ha tenuto una serie di concerti pianistici dedicati esclusivamente alle musiche di Franz Liszt il 9 febbraio 2002 presso il Pontificio Seminario Romano Maggiore (San Giovanni in Laterano) alla presenza di papa Giovanni Paolo II; il 5 maggio 2002 nella basilica di Sant'Andrea della Valle di Roma ed il 3 aprile 2006 nella basilica di Santa Maria degli Angeli e dei Martiri di Roma.
Ha tenuto un concerto pianistico all'Aula Magna dell'Università degli Studi di Roma “La Sapienza”. Ha suonato per diversi capi di Stato, ultimo in ordine di tempo per il governo al completo di Taiwan, della famiglia Chiang Kai-Shek e di tutti i massimi rappresentanti della Chiesa cattolica in Italia, in Vaticano e all'estero, ed anche dei massimi esponenti di altre religioni. Ha suonato al monastero buddista di Fo Guang Shan di Kaohsiung (Taiwan) alla presenza del venerabile maestro Hsing Yan, del cardinale Paul Shan e di oltre diecimila persone.
Nelle Filippine ha suonato nella Cattedrale di Manila nella commemorazione del 25º anniversario della "consacrazione a basilica” da parte di papa Giovanni Paolo II e ad un anno della sua scomparsa; in occasione della nomina a cardinale di monsignor Gaudencio Rosales. L'evento ha avuto grande risonanza poiché, per la prima volta nel luogo di culto, veniva eseguito un concerto pianistico con musiche sacre di Liszt. A questo Concerto erano presenti tutte le più alte cariche dello Stato, del clero e del corpo diplomatico.
Il 10 maggio 2007 al Cultural Center delle Filippine (CCP) a Manila, ha tenuto un concerto per l'anniversario della “Nascita dell'Unione Europea”, alla presenza del governo filippino e del corpo diplomatico presente a Manila. Inoltre ha tenuto diversi concerti nelle Filippine, tra cui in particolare a Las Piñas, nel chiostro della chiesa dove si trova il famosissimo organo con le canne di bambù, unico nel mondo.
Per la seconda volta, nel luglio del 2007, dopo 15 tournée è ritornato a Taiwan su invito del Ministro dell'Informazione, unico artista straniero tra le stelle dello spettacolo taiwanese e cinese, alla manifestazione in memoria del compositore Chang Hung Yi, che si è tenuta presso il Sun Yat Sen Memorial Hall di Taipei, dove ha eseguito in prima mondiale il Concerto per pianoforte e orchestra dello stesso compositore, ricevendo non soltanto l'ovazione dei 4000 spettatori presenti, ma anche i successivi favorevoli commenti della critica e della stampa.
Inoltre, ha tenuto recitals presso il Teatro Chiang Kai-Shek di Taoyuan, al Centro Culturale di Tainan, nonché, per la seconda volta, nel carcere di quest'ultima città. Secondo quanto ha scritto la stampa, circa 10.000 persone hanno ascoltato le sue esecuzioni durante questa ultima tournée a Taiwan.
Per il 150º anniversario di Lourdes, nella rubrica “Sulla Via di Damasco” viene teletrasmesso dalla RAI il 26 gennaio 2008 “Ave Maria” di Rolando Nicolosi scritta su commissione per tale ricorrenza, dal conduttore don Giovanni D'Ercole, poi vescovo di Ascoli Piceno. Il successo è stato tale che, a richiesta dei numerosi telespettatori che hanno scritto alla redazione del programma, è stata teletrasmessa la replica il 9 febbraio successivo nella puntata “Il Miracolo di Lourdes”.
Il 14 giugno 2009 ha ricevuto il “Premio Taormina per le Arti e le Scienze” (XXIV Edizione) per la sua carriera artistica; premio che viene assegnato ogni due anni a cinque eminenti personalità.
Su invito del presidente delle Federazioni siciliane in Argentina e per la VI Settimana Siciliana, ha tenuto un concerto il 4 novembre 2009 presso “La Società Culturale Dante Alighieri” a Rosario, dove il presidente della giunta municipale della città lo ha nominato “Ospite illustre della città di Rosario” conferendo un riconoscimento “all'esimio concertista di piano e compositore di fama internazionale nato a Rosario”.
Si ricordano inoltre il concerto del 7 novembre 2009 presso il Circolo Italiano di Buenos Aires e l'8 novembre 2009 per il Gran Galà a chiusura dei festeggiamenti al Teatro Coliseo di Buenos Aires, con grande successo di pubblico e di critica.
Altri meritati successi in Cina: il concerto tenutosi nella Concert Hall del Conservatorio di Musica di Shen Yang l'8 dicembre 2009 dove gli sarà conferito l'importantissimo riconoscimento “Professore ad Honorem” da parte del Presidente del Conservatorio, e il concerto del 16 Dicembre 2009 presso l'Auditorium dell'Università di Musica di Gu Lang Yu (Xia Men).
In questi conservatori cinesi impartisce complessivamente trecento lezioni pubbliche sia a cantanti lirici sia a pianisti (concertisti e collaboratori).
Il 21 giugno 2010, solenne cerimonia con un concerto per l'apertura delle manifestazioni per il 150º anniversario dell'Unità d'Italia, all'Auditorium Cavour di Roma, alla presenza del presidente Giorgio Napolitano e dei membri del Governo.
Il 28 settembre 2010, ha dato un memorabile ed indimenticabile concerto nel Padiglione Italiano all'Esposizione Universale di Shanghai (EXPO) davanti a migliaia di persone provenienti da tutto il mondo.
Il 28 ottobre 2010, concerto pianistico nella storica e splendida “Villa Aurora” di Roma, residenza dei principi Boncompagni Ludovisi, in onore della Pontificia Accademia delle Scienze, alla presenza di 17 premi Nobel, di altezze reali, e di diversi esponenti della nobiltà romana, italiana ed internazionale, ottenendo un vero trionfo da parte del pubblico.
Il 29 ottobre 2010 esegue un Concerto nel “Salone del Braccio Nuovo” dei Musei Vaticani, per la serie di eventi realizzati dalla Città del Vaticano, nella Rassegna dedicata a “Che c'è di Bello?” Incontri tra uomini, arti e culture.
Il 26 aprile 2011 ha suonato alla presenza del presidente della Repubblica Giorgio Napolitano per il 150º Anniversario dell'Unità d'Italia.
Il 2 maggio 2011, in Piazza San Pietro in mondovisione, per la beatificazione del Santo Padre Giovanni Paolo II ha eseguito “Ave Maria”, che fu composta dal maestro su commissione del vescovo Giovanni D'Ercole per il 150º anniversario dell'Apparizione della Madonna di Lourdes. Per l'occasione è stata eseguita nella versione per arpa e organo e cantata prima in polacco e poi in italiano. Interpreti di eccezione: il famoso soprano polacco Ewa Izykowska, la celebre arpista Elena Zaniboni e all'organo lo stesso maestro Rolando Nicolosi.
L'Ave Maria di Rolando Nicolosi fu trasmessa in RAI, tre volte, due volte in italiano (su richiesta dei numerosi telespettatori) e la terza volta in cinese ed italiano.
Il 14 agosto 2011 è ospite d'onore al concerto dedicato a Santa Maria Assunta, nella parrocchia della Santissima Annunziata e Cristo Re a Montorio Romano, dove è stata eseguita in prima mondiale l'“Ave Maria” del maestro Nicolosi a due voci.
Il 6 novembre 2011 esegue concerti alla basilica dei Santi Quattro Coronati a Roma, dove è stata eseguita in prima assoluta l'“Ave Maria” del Maestro a tre voci.
Muore per arresto cardiaco all'età di 84 anni presso l'ospedale San Camillo di Roma il 3 ottobre 2018.

## Opere
Ha composto circa 150 brani, molti dei quali sono stati eseguiti nella RAI.
Componimenti per Pianoforte
Sonata Argentina
Vals Rosarino
Sognando
Riconciliazione
Le Monacelle
In riva al Mare
Lamento di una fanciulla
Nostalgia
Kay Ganda ne Philipinas
Tres canciones de cuna
Tre Notturni
Composizioni per canto e Pianoforte
Questo Amore (poesia di Jacques Prévert)
Come stelle filanti
La Musica es Vida (poesia di Nilda Nicolosi)
Dedicado a mi Madre (nove poesie di Gabriela Mistral)
Libertad
La Bandiera
Autunno
Ninna Nanna (21 componimenti)
Cori Alpini
Due Ave Maria, una delle quali dedicata alla Nostra Signora di Lourdes in occasione del 150 anniversario dell'apparizione della Madonna.